# Castillo de Estella
El castillo de Estella es un conjunto de fortificaciones que formaba parte de la amplia fortificación, castillo mayor, con la que contaba la ciudad de Estella (Navarra, España). Estaba formado por los conocidos como castillo de Zalatambor, castillo de Belmecher, o Belmechet, y La Atalaya. También contaba con dos iglesias-fortaleza: San Miguel y San Pedro de la Rúa. Se les sumaba un «cerco o recinto amurallado, jalonado por torres almenadas, en el que se abrían las puertas de la ciudad, por entonces todavía villa, aunque ya cabeza de su merindad». 
Durante la época medieval probablemente era la plaza navarra mejor fortificada del reino. A diferencia de la suerte sufrida por el resto de fortalezas, tras la conquista de Navarra fue reiteradamente exceptuada de su demolición hasta 1572 cuando el virrey Vespasiano Gonzaga mandó demolerla siguiendo instrucciones del rey Felipe II.
Sería en este castillo donde murió el infante Teobaldo, o Teobaldico, hijo de Enrique I y Blanca de Artois, en un accidente que lo precipitó al vacío (1272).

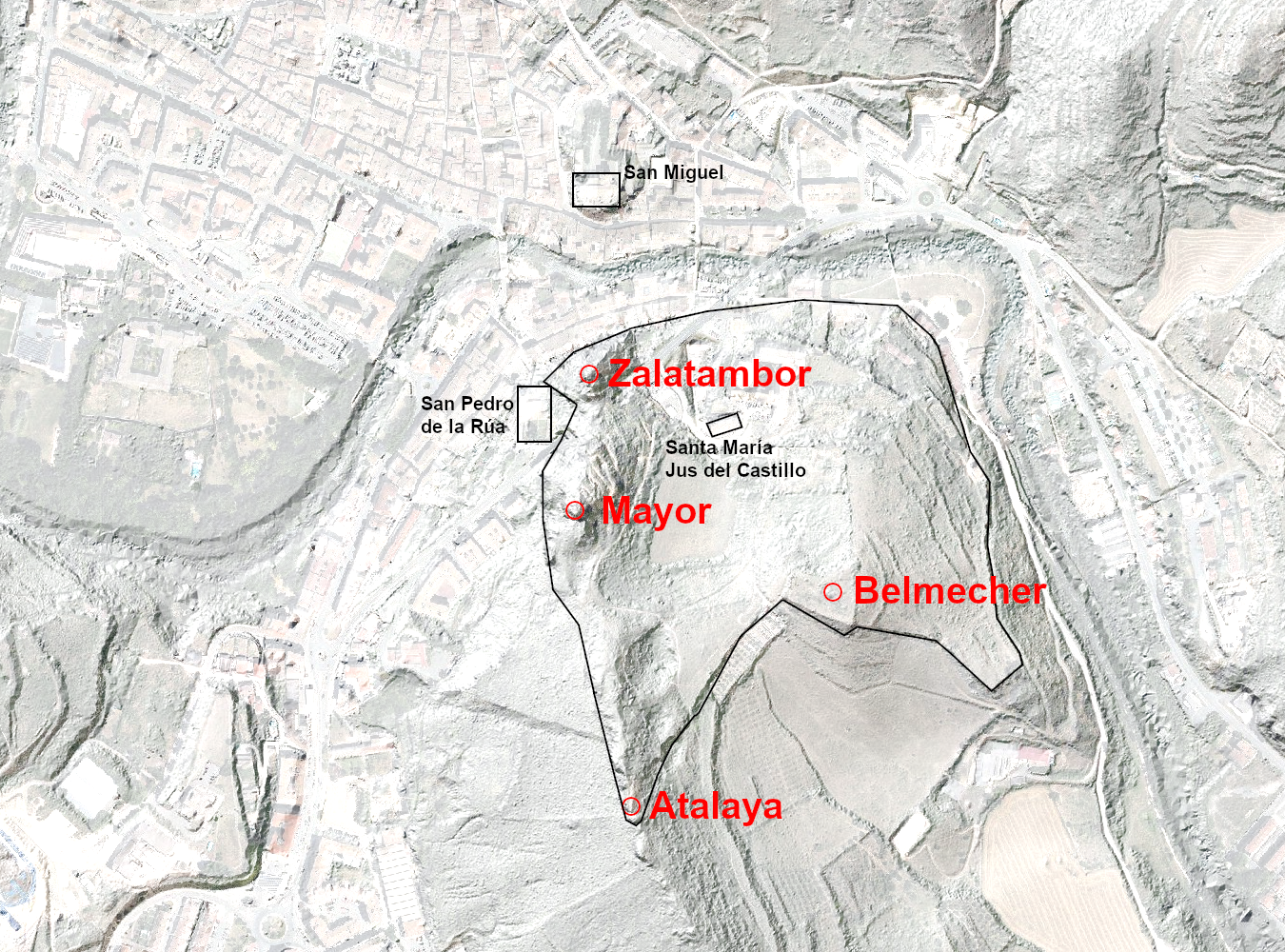
Castillos de Estella

## Historia
Los primeros datos de la existencia del castillo se remontan a 1024, año en el que se menciona a un teniente llamado Xemeno Ogoaiz en el castillo de Lizarrara, ubicado en la peña menor. Esta fortaleza pasa a conocerse desde el siglo XIII como castillo de Zalatambor, coincidiendo con las primeras fortificaciones realizadas en la peña mayor.
Su importante valor estratégico en la defensa del reino de Navarra frente a Castilla se demuestra ya en época temprana: en 1203, los reyes Alfonso VIII de Castilla y Alfonso IX de León atacaron Navarra, centrando la campaña especialmente en Estella por encontrarse en ella Diego López de Vizcaya, aunque la solidez de sus defensas les obligó a levantar el asedio. En esta crónica, Ximénez de Rada denomina a la ciudad “el más noble enclave de los navarros”. Los asedios se sucederán en los siglos siguientes con motivo de las numerosas guerras entre navarros y castellanos.
Además de las sucesivas ampliaciones y reformas de Zalatambor, la defensa de la ciudad se vio reforzada con la construcción de un nuevo castillo, Belmecher, en 1276, y una torre a modo de atalaya defensiva que, siguiendo la cresta montañosa, vigilaba el camino de Castilla. Las tres fortificaciones se encontraban unidas por una muralla formando el recinto castelar de Estella, totalmente independiente de la ciudad.
El castillo de Zalatambor fue residencia real durante los siglos XIII, XIV y XV, con numerosas dependencias preparadas a tal efecto. No obstante, desde mediados del siglo XV el estado en que se encontraba el castillo, fruto de la crisis producida por la guerra civil entre agramonteses y beamonteses, obligaba a los monarcas a alojarse durante su estancia en las casas más nobles de la ciudad.
En 1512, la coalición beaumontesa–castellana conquistó definitivamente el castillo, que pasó junto al resto del reino a manos castellanas. No obstante, continuó en uso hasta 1572, cuando el nuevo plan defensivo frente a Francia llevó a la construcción de la ciudadela de Pamplona y al abandono de los castillos medievales navarros.
Este castillo lo destruyo el antiguo rey de Castilla alrededor del siglo XVI o al principio del siglo XVII. este fue destruido para que los Navarros no lo usaran en su defensa.
En la actualidad, el enclave de “Los Castillos de Estella” está protegido como Bien de Interés Cultural. Se pueden ver los cimientos del castillo las rocas que hay en la parte de abajo muestran como era el castillo antes en la edad media con esta piedras se han podido hacer maquetas. Se ve donde estaba ubicado y como era.

Estella vista desde Montejurra

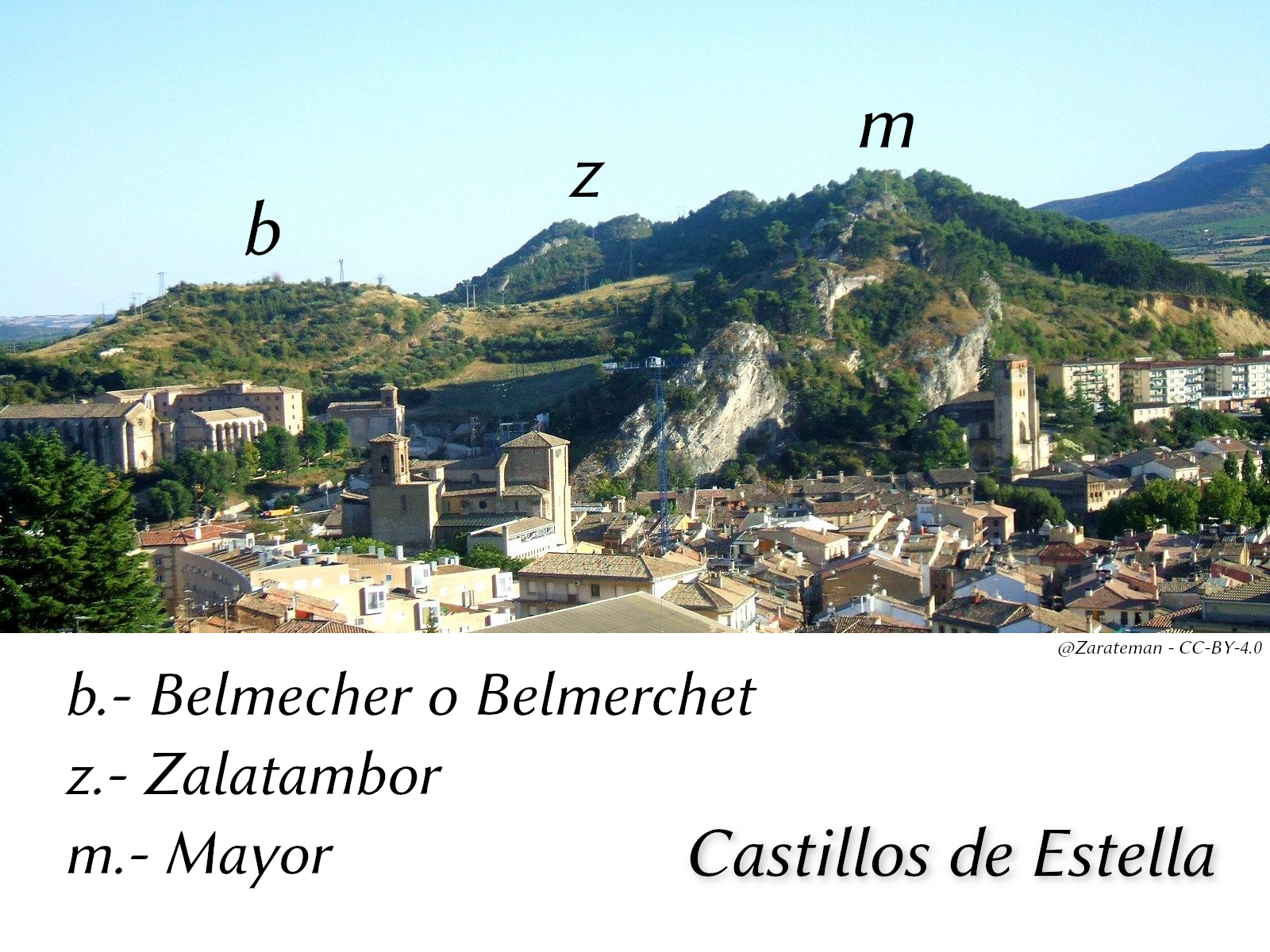
Situación en la Estella actual de los antiguos castillos

## Descripción y características

### Superficie
A resultas de las intervenciones arqueológicas practicadas desde el año 2000, se estimó que «el conjunto de los castillos de Estella (Mayor, Belchemer, Zalatambor y La Atalaya)» ocupaba una superficie de unos 76.000 m2.

### Planta
Durante estas intervenciones se obtuvo una planta muy completa del mismo. Se trata de un castillo roquero que se adapta a la topografía existente, lo cual le presenta ciertas limitaciones en sus dimensiones y condiciona su morfología.

### Fases constructivas
Según afirmaba el arqueólogo Mikel Ramos Aguirre, «el castillo mayor de Estella (...) es el resultado de distintas acciones constructivas realizadas a lo largo de la historia». En base a su posición estratigráfica, las dataciones de los distintos elementos y la documentación arqueológica, se propusieron seis fases histórico-constructivas:
- Fase 1: En un primer momento, a caballo seguramente entre los siglos X y XI, se construye la fortificación de la peña menor. Ésta se componía de una torre alargada de reducidas dimensiones, rodeada en el lado más accesible por una muralla muy próxima a la misma. El primitivo castillo, sobre la Peña Menor, o Liçarrara, dominando el barrio de San Martín con una altitud de 476,81 m. s. n. m. Sus muros son de mampostería con argamasa. Ocuparía una superficie de cerca de 375 m2.[15] Documentalmente es mencionado en 1024 aunque algunas estructuras constructivas cerca de Santa María Jus del Castillo «podría situar su construcción en el siglo X».[16]
- Fase 2: Ya a finales del siglo XII, se erigió una nueva fortificación en la peña mayor, compuesta de dos recintos de muralla defendidos por aspilleras. El acceso se realizaba por una pequeña puerta sobre una roca, seguramente con un patín de madera. En la parte superior se instalaron las dependencias y una torre cuadrangular, de la que apenas se conservan restos. En fecha imprecisa la Peña Mayor es objeto de fortificación.[17]
- Fase 3: se corresponde con el refuerzo y desarrollo de este castillo, que abarcaría desde el siglo XIII hasta su demolición en 1572. Los recintos de aspilleras se vieron reforzados por nuevos muros adosados a ellos, dando un enorme grosor a las defensas. Se construyó un tercer recinto, y la cara posterior de la peña, sin apenas espacio, fue aprovechada con dos nuevos cinturones defensivos.[18]

Más adelante, un cuarto recinto terminaría de cerrar la planta definitiva del castillo.

### Configuración
La configuración interna de los recintos varió completamente. En su punto más alto se colocó una torre semicircular que coronaba el conjunto. Bajo ella se levantó un edificio que albergaba un aljibe en su parte baja, y una capilla a San Salvador sobre el mismo, además de otras dependencias.
Pero el edificio más importante se encontraba en el tercer recinto. Contenía las dependencias reservadas al alojamiento de los reyes y tenía acceso directo a una bodega excavada en la roca.
Finalmente, en el exterior de este recinto, y parcialmente excavadas en la roca, se encontraban las caballerizas del castillo.

### Materiales
Se distinguen diversos materiales según las fases:
- Fase 1: Sus muros son de mampostería con argamasa.[15]
- Fase 2: Mampostería y sillarejo con argamasa y cara exterior enlucida. Alguna construcción de sillar trabajado con tallante.[17]
- Fase 3: Sillar tallado a puntero, bien escuadrado, con argamasa. Últimos momentos con mampostería, sillarejo y sillares reutilizados. Construcciones internas de argamasa y mampuestos y ladrillo encofrados.[18]